# Király
Király alatt eredeti értelmében egy állam olyan egyszemélyi vezetőjét értjük, akinek egy személyben van törvényhozó, bírói és végrehajtó hatalma, azaz uralkodik, és aki ezeket a jogokat szuverén módon gyakorolja, azaz más uralkodónak ezen jogok gyakorlását tekintve nincs alárendelve. Lehet bizonyos függésben más uralkodótól, például adózhat, vagy katonai szolgálattal tartozhat, vagy lehet csak jelképes függésben, ilyenkor hűbéres vagy esetleg alacsonyabb rangú királyról beszélünk. A királynak emellett rendszerint szakrális, vallási szerepe is van, amit beiktatásának ceremóniája is hangsúlyoz. A királyi pozíció általában örökletes, de lehet választott is az uralkodó. Néha nehéz eldönteni, hogy egy törzs vezetőjét nevezhetjük-e királynak.
A modern európai királyok legtöbb jogukat vagy szerepüket elvesztették, csak az örökletesség maradt meg. Az alkotmányos monarchiákban lényegében megfelelnek egy örökletes, jelképes, protokolláris államfőnek.

## A szó eredete
A nyelvészek és történészek többsége szerint a magyar király szó Nagy Károly nevének szláv közvetítésű átvétele. (Karl→kral→király). A térségben a 9. században csak a németeknek és a horvátoknak volt királyuk, ezért felmerülhetne a horvát közvetítés, de a korabeli források[forrás?] Pannónia szláv és a magyar vezetőit is király (rex) címmel illették, ezért teljes joggal gondolhatunk arra, hogy legtöbb átvételünkhöz hasonlóan ez is a pannóniai szlávoktól került hozzánk. Károllyal a szlávok álltak közvetlen kapcsolatban, a magyarok a 9. század elején még Etelközben éltek, s első megjelenésük a frank területeken csak Károly halála után fél évszázadra tehető. 862-nél jegyezte be Hinkmar reimsi érsek a Szent Bertin-kolostor évkönyvébe, hogy a korábban ismeretlen Ungri is Német Lajos királyságát pusztították.
A szó eredete visszavezethető az Avesztára, az i. e. I. évezredben keletkezett zoroasztrista „szent könyvre” is. A Czuczor-Fogarasi szótár  „király” szócikkben megemlíti a német nyelvű kiadást melyre így hívatkozik: "Das Zend-Avesta selbst führt in dem ersten Gesang des Vendidad die östlichen Staaten, namentlich das pferdereiche Baktrien und Sogdiana, deutlich als die Heimath der ersten Menschen auf, die den Göttern den Saft Haoma (Soma) als Opfer ausgepreszt und wo unter frommen Herschern, die den Namen Kara fűhren, sich ein grosses Reich gebildet habe." "Maga a Zend-Avesta a Vendidad első énekében egyértelműen felsorolja a keleti államokat, nevezetesen a lóban gazdag Baktriát és Sogdianát, mint az első emberek hazáját, akik a Haoma (Soma, -Húsos-Som -)  levét préselték ki áldozatul istenek és ahol a jámbor uralkodók, akik a Kara nevet viselik, nagy birodalmat alkottak."
A KARA szó, és ékezetes változatai, megjelennek a magyarországi, földrajzi pl. (Karád), személy  és Kara keresztnévben. A szó azonban a török nyelvekben egyszerűen a fekete színt jelöli, gyakori az onnan ilyen értelemben történt átvétele.

## Királyok az ókorban

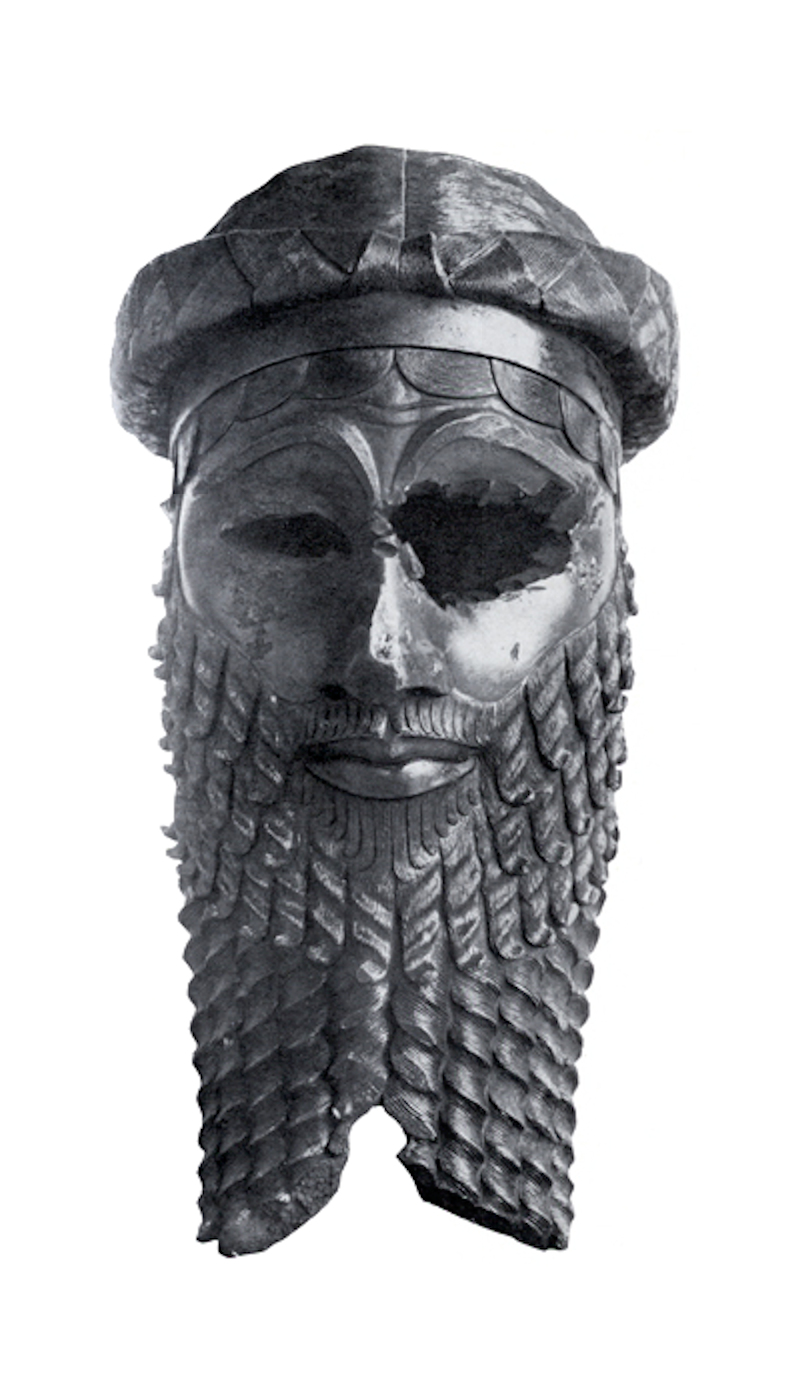
Sarrukín vagy Narám-Szín, Sumer és Akkád királya

“2900 körül [Mezopotámiában] kialakult az örökletes királyság intézménye - ami az emberek akkori véleménye szerint - a legjobb módja volt annak, hogy egy régiót és annak lakosságát irányítsák. Ha egyszer a királyság intézménye kialakult (nemcsak itt, hanem a világ más pontjain is) akkor ez az intézmény úgy megerősítette magát, és olyan erősen összekapcsolódott a hatalommal és az állammal, hogy egy állam király nélkül anomáliának tűnt, egészen a nagyon közelmúlt időkig.”
A sumer városállam vezetője az enszi volt, ami tulajdonképpen helytartót jelent, de sokan inkább fejedelemként kormányozták városukat. Egy közülük azonban rendszerint megszerezte az elsőbbséget a többi város felett. Ennek történetét a sumer királylista meséli el, és az illetőt a sumer lugal („nagy ember”) címmel illeti, aminek tartalma megfelel a király definíciójának, de az ensziket is autonómiájuk - adót fizettek és katonát küldtek, de maguk kormányoztak - miatt, ugyancsak gyakran királynak nevezzük. Ugyanebbe a kultúrkörbe tartoznak Babilon és Asszíria királyai is, utóbbiak hozták létre az első valóban területi birodalmat, kinevezett hivatalnok helytartókkal, akikre már nem illik rá a király definíciója.
A nagy területű államok vezetői feltétlenül kielégítik a király ismérveit. Ide tartoznak Egyiptom fáraói, Mitanni és a Hettita Birodalom királyai, a Perzsa Birodalom nagykirályai, Mükéné királyai, a wanaxok (például Agamemnón), Lüdia és Izrael királyai.
A görög városállamok vezetői az eredetileg a faluközösség vezetőjét jelentő baszileusz címet viselték. hatalmuk korlátozottságát jól mutatja Odüsszeusz története, aki maga Agamemnónnak tartozott engedelmességgel, feltételezett halála után viszont családjának engedelmeskednie kellett a szomszédból érkezett kérőknek, nem viselkedhettek szuverénként. Mükéné összeomlása után önállóságuk a baszileuszok hatalma megnövekedett, királyi mértéket közelített és ezt visszavetítve Odüsszeuszról is mint királyról beszélünk. A poliszok fejlődésük során azután rendre megszabadultak a baszileuszoktól, Spárta kivételével, ahol speciális kettős királyság maradt fenn, bár a királyok jogai korlátozott volt. Törvényeket nem hozhattak, és bíráskodási joguk csak a harctéren volt. Örökletes, dinasztikus hatalmuk miatt, azonban királynak hívjuk őket. A baszileusz cím később egyébként a nagy hatalmú bizánci császár címévé emelkedett.
A Római Királyság uralkodója a királyi definíciót kielégítő etruszk eredetű rex volt. Később ez a szó lett az európai királyok latin megnevezése. Hatalmuk egyértelmű egyszemélyi koncentráltsága miatt a Római Köztársaság végén a monarchia felé lépő Caius Iulius Caesar és Augustus nem is mertek ehhez a címhez visszanyúlni, hatalmukat a későbbi császári cím előzményét a köztársaság hatalmi jogköreiből állították elő. Utódaik végül meghaladták a királyi hatalmat.
A népvándorlás korában a nagyobb törzsszövetségek vezetői is felvették a királyi („rex”) címet (például gót, gepida, longobárd királyok), bár törzsi vezetőként főleg a törvényhozó hatalmuk korlátozott volt. Ezen utóbb a kereszténység felvétele segített, kellő ideológiai alappal ellátva őket a törvényhozáshoz, amikor vérségi alapon vezetőből Isten kegyelméből uralkodóvá váltak.

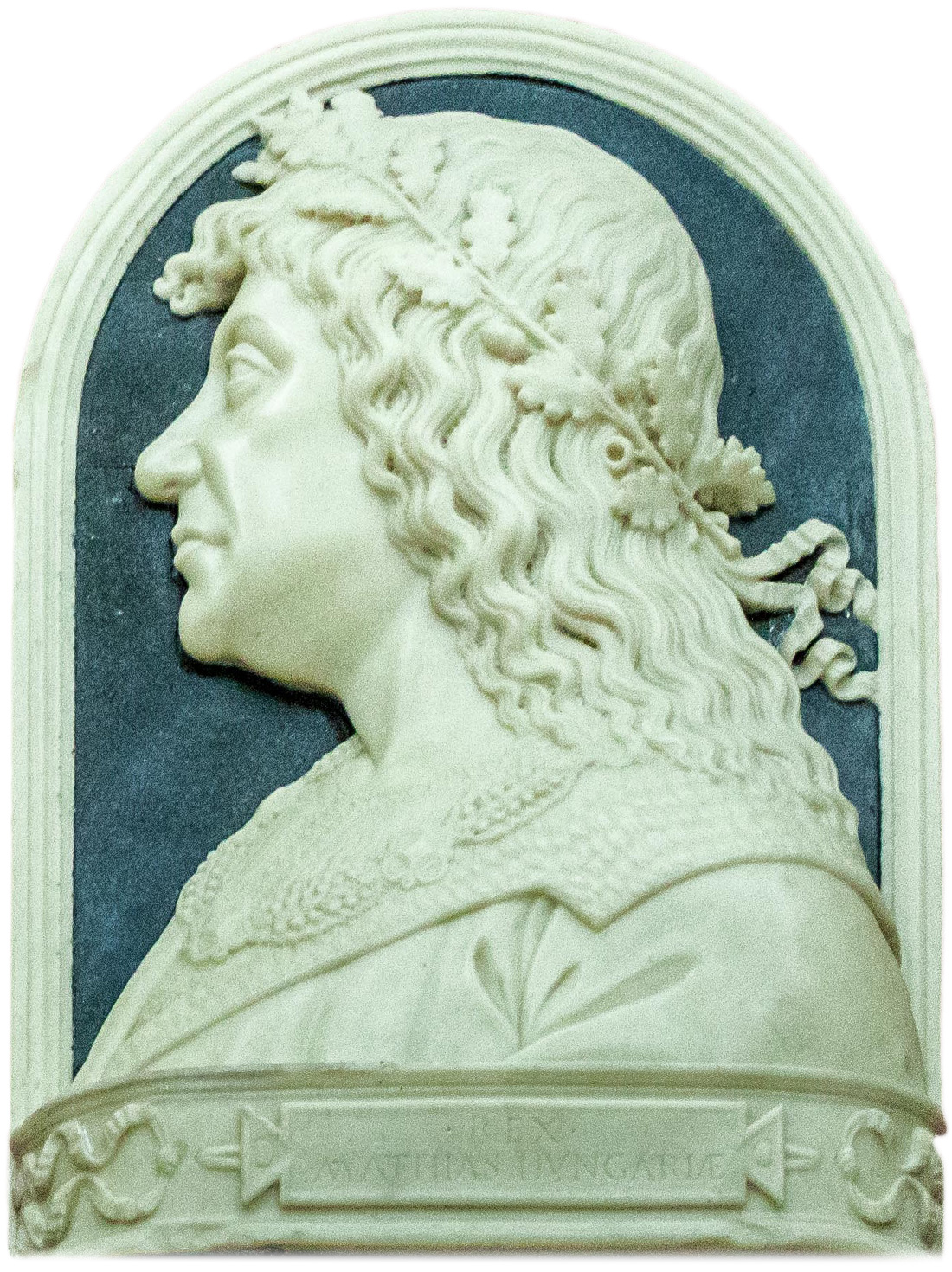
Mátyás király

## Keresztény királyok
A szűkebb értelemben vett, európai keresztény királyfogalom kialakítója Nagy Károly volt, aki megvalósította az egyházzal szoros szövetségben álló királyság intézményét, a regnum és a sacerdotium összekapcsolását. Ő vette fel először Európa nyugati felén a Dei gratia rex címet. Ez lett a későbbi európai királyságok mintája, példaképe. A 9-10. században a szláv népek a Karl nevéből származó kral, kralj szóval nevezték a német császárokat. A magyarok Géza fejedelem idején ebből képezték a német uralkodók elnevezésére a kerál, király szót, amit aztán István királyra is átvittek, mivel ő egyenrangúnak tartotta magát a német császárokkal.

## Az utódlás módja
Az utódlás elve leggyakrabban az örökletesség volt, de itt is volt többféle rendszer például az elsőszülöttség elve vagy a szenioritásé. Választás útján is el lehetett nyerni bizonyos helyeken a trónt, ez lehetett az alattvalók választása és lehetett egy felsőbb uralkodó „választása”, azaz kinevezése is. A két rendszer azután vegyesen is létezett, hiszen egy dinasztia kihalásakor az új uralkodót mindenképpen választani kellett.

### Választáson alapuló
A középkorban a német királyokat eleinte a birodalmi gyűlés, majd a választófejedelmek gyűlése választotta. A kora újkorban a lengyel királyokat a nemesi országgyűlés, a szejm választotta. De más, egyébként örökletes királyságokban is a dinasztia kihalása esetén az új uralkodót általában a rendi országgyűlés választotta, ahogy az többek között Magyarországon is történt Hunyadi Mátyás vagy Szapolyai János esetében.

### Örökletes
A keresztény királyok leggyakoribb öröklési elve - végül ez vált általánossá - a primogenitúra, azaz elsőszülöttség elve volt. A trónt ennek értelmében a legidősebb fiúgyermek örökölte. Idővel megengedték a lányok öröklését is, Magyarországon a Pragmatica sanctio a 18. század első felében Mária Terézia trónra lépését biztosítandó. Ehhez az elvhez időnként járult még például olyan kiegészítő szabály – például Spárta királyai esetén, hogy a trónöröklésben elsőbbséget élveznek azok, akik apjuk trónra lépése után születtek, azaz „bíborban születettek” voltak. Az uralkodó maga is belenyúlhatott az elsőszülöttségi elvbe, például Assur-ah-iddína nem legidősebb fiát, hanem egy fiatalabbat, a későbbi Assur-bán-aplit tette meg trónörökössé.
Nomád népeknél, ahol nagyon fontos, hogy a nép élén mindig felnőtt, tapasztalt férfi álljon általában az öröklés a szeniorátus elvén alapul, azaz a királyságot a legidősebb férfirokon örökli. Ez volt az érvényes elv a honfoglaló magyaroknál is, a szeniorátusról a primogenitúrára való áttérés volt I. István és Koppány vezér konfliktusa.
A szeniorátus egy rugalmasabb formája, amikor az elhunyt uralkodó férfirokonai közül maguk a férfirokonok, a családi tanács választanak általuk alkalmasnak gondolt uralkodót. Ez a rendszer érvényesült az aztékoknál a tlatoani megválasztásánál, de a mai Szaúd-Arábia uralkodóját és trónörökösét is így jelölik ki. Ismét másik változat, amikor az uralkodó maga jelöli ki trónörökösét, ahogy azt Huszejn jordán király tette, és így előbb öccse, majd halála előtt nem sokkal fia, II. Abdullah lett a trónörökös, és az új király.

## Hatalmi jelvények és beiktatási szertartás

Ozirisz pásztorbottal és korbáccsal

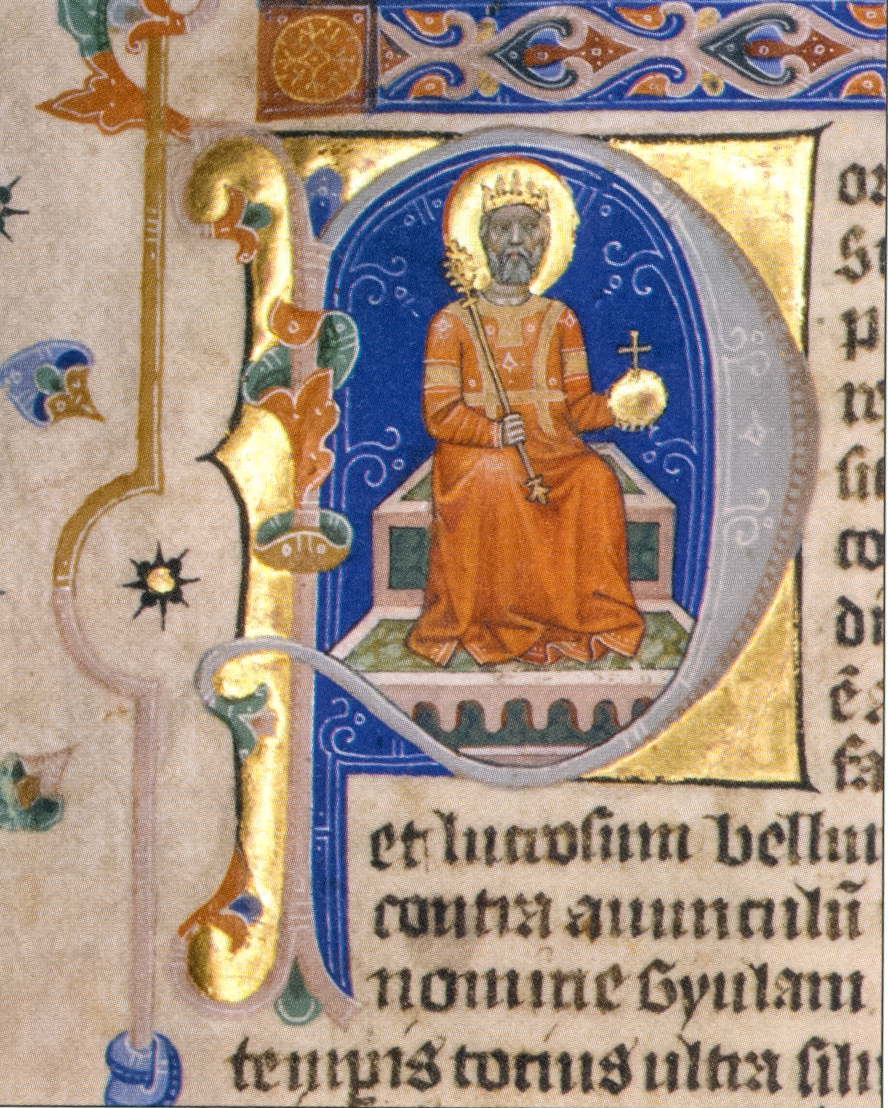
Szent István király a trónján jogarral és az országalmával, a Képes krónika ábrázolása

A középkori Európában királyi jelvényeket a pápától vagy a német-római császártól lehetett kapni. A koronázás során a királyt a püspökökkel azonos módon megszentelték, „felkenték” őket szentelt olajjal. A szertartást csak püspök végezhette. Őket tehát felkent királyoknak nevezzük. A felkenés keresztény szokása a Bibliából, Dávid és Salamon felkenéséből ered. A felkenés szertartása a római katolikus egyházból kivált Angliában is megmaradt, ahol a király hivatalosan is az anglikán egyház feje, őt a canterburyi érsek keni fel.
A magyar királyt a szokásjog szerint az esztergomi érsek kente fel, majd tette fejére Szent István koronáját, a Szent Koronát, hagyományosan Székesfehérváron. A koronázás során kapta meg a jogart és a pallost, mint a királyi hatalom jelképeit.
A szertartás része lehetett az isteneknek (vagy az alattvalóknak, hogy megvédi őket) tett fogadalom, eskü, az isteneknek bemutatott áldozat, az aztékoknál például emberáldozat.
A ma legjellegzetesebbnek számító királyi szimbólum, a korona nem feltétlenül volt a legfontosabb királyi jelvény, amely jelvényeknek a hatalmat kellett szimbolizálniuk. I. István a császártól például egy lándzsát kapott, aminek helyébe később a jogar lépett. Az egyiptomi fáraó kezében az ábrázolásokon mindig korbács és pásztorbot van. Az asszír királyi jelvényeknek is része a pásztorbot és a buzogány.

## Európai királyi jogkörök
Az újkori felfogás szerint az ország minden lakosa neki tartozott engedelmességgel, az ő alattvalója volt. A nyugat-európai hűbéri rendszer időszakában azonban - a magyar familiáris rendszertől is eltérően - némiképpen más volt a helyzet. A királynak akkor csak a saját hűbéresei tartoztak engedelmességgel, akiknek szintén lehettek hűbéresei, akik csak saját uruknak, nem a királynak feleltek tetteikért. Ekkor a hűbéresem hűbérese nem az én hűbéresem elv érvényesült. A feudalizmus bomlásával azután mindenki a király alattvalója lett, ahogy az az ókorban is volt általában.
A királyt megillető kizárólagos, ún. felségjogok a következők voltak többek között:
- Népe minden tagja hűséggel tartozott neki, mindenki alattvalója volt, még  családtagjai is
- A legfőbb törvényhozó személy volt (hatáskörébe tartozott a törvénykezdeményezés és -szentesítés, az országgyűlés összehívása, berekesztése stb.)
- Övé volt a legfőbb bírói hatalom, amikor nem személyesen bíráskodott, akkor ő állította ki a helyetteseit, s hozzá mindig lehetett fellebbezni, élhetett a kegyelmezés jogával
- A végrehajtó kormányzatban ő nevezte ki az országos méltóságokat, az ispánokat, a helytartót és tetszése szerint ő bocsátotta el őket
- A király volt az ország legfőbb hadura, a sereg (amelyet összehívhatott, feloszlathatott) az ő zászlaja alatt harcolt, kinevezte a vezéreket, a főkapitányokat
- Kizárólagos birtokadományozási joga volt, a nagyobb regálék (vámok, bányajáradékok stb.) őt illették
- Egyházi és vallási ügyekben a főkegyúri jogokat gyakorolta
- Külpolitikai téren képviselte az országot, hadat üzent, békét, szerződéseket kötött

A polgárosodással a király szerepe átalakult. Személye szent és sérthetetlen maradt, de módosult az országgyűléshez kötődő jogosítványainak köre, a végrehajtó hatalmat a parlamentnek felelős kormánya útján gyakorolhatta. Kialakult az átengedett és a fenntartott felségjogok fogalma. Az utóbbiak közé tartozott a rendeletalkotás, a miniszterek és magas rangú tisztségviselők kinevezése, nemesi, főnemesi címek, rendjelek adományozása, az ún. főfelügyeleti jogkör, kegyuraság, legfőbb hadúri pozíció. Magyarországon IV. Károly volt az utolsó király, de az államforma 1946-ig monarchia maradt.

## Kortárs európai királyok, királynők
Ma Európa országai közül összesen hét állam élén áll király, ezek az országok: Belgium, Dánia, az Egyesült Királyság, Hollandia, Norvégia, Spanyolország és Svédország. A nemek arányát tekintve jelenleg férfi királyok regnálnak, akik közül hárman nőktől örökölték királyi címüket: X. Frigyes dán király 2024 januárjában édesanyjától, II. Margittól; III. Károly anyja, II. Erzsébet brit királynő 2022-es halálával; és Vilmos Sándor holland király megint csak édesanyjától, Beatrix királynőtől annak 2013 áprilisában való lemondásával. Ezen felül a belga, a holland, a spanyol és svéd királyi cím várományosai is nők.
| Király                                                         | Portré | Született                    | Uralkodás kezdete                     | Házastársa                                              | Megjegyzés |
| -------------------------------------------------------------- | ------ | ---------------------------- | ------------------------------------- | ------------------------------------------------------- | --- |
| Fülöp a belgák királya franciául: Philippe                     |        | 1960. április 15. (65 éves)  | 2013. július 21. (11 év, 283 nap)     | Mathilde d’Udekem d’Acoz a belgák királynéja            | Fülöp király a Szász–Coburg–Gothai-házból (az országban „Belgiumi-ház”) származik, mint II. Albert belga király és Paula királyné elsőszülött fia.        |
| X. Frigyes Dánia királya dánul: Frederik 10.                   |        | 1968. május 26. (56 éves)    | 2024. január 14. (472 nap)            | Mary Elizabeth Donaldson Dánia királynéja               | Frigyes király a Schleswig–Holstein–Sonderburg–Glücksburg-házból származik, mint II. Margit dán királynő és Henri de Laborde de Monpezat elsőszülött fia. |
| III. Károly az Egyesült Királyság királya angolul: Charles III |        | 1948. november 14. (76 éves) | 2022. szeptember 8. (2 év, 600 nap)   | Camilla Rosemary Shand az Egyesült Királyság királynéja | Károly király a Windsor-házból származik, mint II. Erzsébet brit királynő és Fülöp edinburgh-i herceg elsőszülött fia.                                    |
| Vilmos Sándor Hollandia királya hollandul: Willem-Alexander    |        | 1967. április 27. (58 éves)  | 2013. április 30. (11 év, 365 nap)    | Máxima Zorreguieta Cerruti a holland király felesége    | Vilmos Sándor az Oránia–Nassau-házból származik, mint Beatrix holland királynő és Claus von Amsberg elsőszülött fia.                                      |
| V. Harald Norvégia királya norvégul: Harald V                  |        | 1937. február 21. (88 éves)  | 1991. január 17. (33 év, 469 nap)     | Sonja Haraldsen Norvégia királynéja                     | Harald az Schleswig–Holstein–Sonderburg–Glücksburg-házból származik, mint V. Olaf norvég király és Svédországi Márta fia.                                 |
| VI. Fülöp Spanyolország királya spanyolul: Felipe VI           |        | 1968. január 30. (57 éves)   | 2014. június 19. (10 év, 315 nap)     | Letizia Ortiz Rocasolano Spanyolország királynéja       | Fülöp a Bourbon-ház spanyol ágából származik, mint I. János Károly spanyol király és Zsófia királyné fia.                                                 |
| XVI. Károly Gusztáv Svédország királya svédül: Carl XVI Gustaf |        | 1946. április 30. (79 éves)  | 1973. szeptember 15. (50 év, 593 nap) | Silvia Renate Sommerlath Svédország királynéja          | Fülöp a Bernadotte-házból származik, mint Gusztáv Adolf, Västerbotten hercege és Szibilla szász–coburg–gothai hercegnő fia.                               |